# Marcello Caetano
Marcello José das Neves Alves Caetano (17. srpna 1906, Lisabon – 26. října 1980, Rio de Janeiro) byl portugalský politik a poslední předseda rady portugalského Nového státu (Estado Novo).
Marcelo Caetano, profesor obojího práva na Lisabonské univerzitě, začal svou politickou dráhu za vlády Salazara, kdy vykonával funkci ministra kolonií.
Poté, co Salazara schvátila v roce 1968 mozková mrtvice, portugalský prezident Américo Tomás jmenoval 28. září 1968 Caetana do funkce předsedy rady, tedy obdoby předsedy vlády.
Caetano se snažil o mírné uvolnění jinak velmi konzervativní portugalské politiky, jako zastánce multikulturního a multirasového portugalského státu však odmítal uznat nezávislost afrických kolonií, především Angoly, Portugalské Guiney (dnes Guiney-Bissau) a Mosambiku. Dlouhotrvající války v těchto třech koloniích Portugalsko ekonomicky zcela vyčerpávaly a vyžádaly si též nemalé lidské oběti, což vedlo k rostoucímu odporu obyvatelstva proti jeho vládě.
Byla to právě armáda, která ho v roce 1974 svrhla během nekrvavého puče, který se stal základem Karafiátové revoluce.
Nová politická garnitura mu umožnila odejít do exilu, čehož Caetano využil a svůj život dožil v Brazílii. Zemřel 26. října 1980 v Rio de Janeiru.

## Vyznamenání
- velkokříž Řádu Kristova – Portugalsko, 28. května 1937[1]
- velkokříž Ordem da Instrução Pública – Portugalsko, 31. října 1944[1]
- velkokříž Řádu koloniální říše – Portugalsko, 16. prosince 1953[1]
- velkokříž Řádu svatého Jakuba od meče – Portugalsko, 1. července 1966[1]
- velkokříž s řetězem Řádu Isabely Katolické – Španělsko, 1970
- velkokříž Řádu věže a meče – Portugalsko, 20. října 1971[1]